# HMS Temeraire (1876)
Pour les autres navires du même nom, voir HMS Temeraire.
Le HMS Temeraire est un navire cuirassé de la Royal Navy.
Il est le seul navire qui transportait son armement principal en partie dans la batterie de flanc traditionnelle et en partie dans des barbettes sur le pont supérieur.

## Description
Le Temeraire est équipé de deux moteurs Humpreys & Tennant à vapeur à deux cylindres, chacun entraînant un arbre et développant un total de 7 697 chevaux impériaux (5 739,6519115687 kW). Le navire peut transporter un maximum de 629 tonnes de charbon. Le Temeraire est gréé comme une barque à deux mâts.
Son armement est en partie conventionnel, déployé sur le flanc, et en partie expérimental ; il est le premier navire britannique à être équipé de canons dans des barbettes situés sur la ligne médiane du pont supérieur. En effet, il est le premier navire britannique avec des barbettes de toute sorte. L'armement se compose de quatre canons à chargement par la bouche de 11 pouces, un chacun sur le gaillard d'avant et l'arrière, et un chacun aux coins avant de la batterie centrale à bâbord et à tribord. Les canons de 11 pouces sont installés sur un support Moncrieff, qui a un mécanisme pour lever et abaisser le canon. Le support est sur une plaque tournante massive qui offre suffisamment d'espace pour la baguette hydraulique. Le processus de chargement et de levage, ainsi que la rotation de la monture, sont actionnés par un support déguisé avec quatre leviers de commande. Lorsque le canon est étendu et pointé sur la cible, il est ajusté à une élévation graduée en degrés par une tringlerie de chaque côté de la culasse. Un équipage complet de canons se compose de six hommes, mais les canons peuvent être actionnés par trois en cas d'urgence. De plus, quatre canons à chargement par la bouche de 10 pouces sont situés à l'arrière de la batterie centrale, deux de chaque côté. Pour se protéger contre les attaques de bateaux armés de torpilles, le navire a quatre canons de 20 livres à chargement par la culasse. Le Temeraire est également équipé de deux lanceurs pour torpilles à espar. En 1884, les 20 livres sont remplacés par quatre canons à chargement par la culasse de 25 livres, et quatre canons Hotchkiss de 3 livres et dix canons Nordenfelt QF de 3 livres sont également ajoutés au navire.
La ceinture blindée s'étend sur toute la longueur du navire. Elle mesure 11 pouces (27,94 cm) d'épaisseur au milieu du navire et a une hauteur totale de 18,8 pieds (573,024 cm), dont 10 pieds (3,048 m) au-dessus et 8,9 pieds (2,71272 m) au-dessous de la ligne de flottaison. Vers la proue et la poupe, elle est effilée à 5 pieds (1,524 m) et 5,5 pieds (1,6764 m) pouces respectivement. Cette forme est nécessaire pour faire de la place non seulement pour les canons à abaisser, mais aussi pour une baguette hydraulique, qui est opposée à la bouche du canon et presque aussi longue que le canon lui-même. L'extrémité la plus large est ouverte en haut pour permettre au canon de se lever et de tirer, et l'extrémité la plus étroite avec la baguette est recouverte de plaques de fer. Son trait distinctif est une armure complète et continue par un parapet qui s'élève à 36 pouces (91,44 cm) au-dessus du pont qui l'entoure, protégeant l'équipage du canon et le canon lui-même lorsqu'il est chargé ou non utilisé.

## Histoire
Le Temeraire est mis en service en 1877 pour le service dans la Mediterranean Fleet sous le capitaine Michael Culme-Seymour. Il y reste pendant les quatorze années suivantes, à l'exception de l'hiver 1887-1888 où il fait partie de la Channel Fleet. À son arrivée dans la baie de Beşik, il devient le vaisseau amiral de l'amiral Hornby. En 1878, il est envoyé aux Dardanelles pour observer les progrès de la guerre russo-turque. Il reste près de Constantinople jusqu'en 1879 pour représenter une position britannique forte lors des longues négociations internationales qui conduisent au Congrès de Berlin.
Il assiste à la reconquête de Chypre occupée par les Ottomans. En 1881, il est mis en radoub à Malte et reçoit un nouveau commandement. Au déclenchement de la guerre anglo-égyptienne en 1882, il est remis en service et participe à l'attaque des positions défensives de la côte d'Alexandrie. En 1884, il est de nouveau mis hors service et remis en service la même année pour le service en Méditerranée commandé par Compton Edward Domvile. En 1887, il rentre et est mis en radoub à Portsmouth. Après avoir été remis en service pour la Channel Fleet, il visite Vigo, Gênes et Lisbonne. La menace croissante de la flotte française à Toulon rend nécessaire d'augmenter également les forces britanniques en Méditerranée. Par conséquent, le Temeraire est réaffecté à la Mediterranean Fleet sous le commandement de James Drummond.
Pendant ce temps, un incident se produit qui aurait pu être une catastrophe avec le HMS Orion. L'escadron est alors en formation serrée, en mer avec le Temeraire comme dernier navire de la colonne tribord et l’Orion comme avant-dernier navire de la colonne bâbord, ce qui, avec deux aussières entre les colonnes, l'amène à être à quatre points de la proue bâbord du premier sur une courte distance de manœuvre. Les deux navires reçoivent l'ordre de changer de position. Selon les instructions du livre de signalisation utilisé à l'époque, ces mouvements doivent respecter les règles de circulation en se déplaçant de port en port. Mais en raison de la situation qui prévaut, les moteurs de l’Orion doivent être arrêtés lors du virage à tribord. Lorsque le signal du vaisseau amiral retentit, l'officier de quart de l’Orion maintient ses moteurs en marche, laissant peu de place pour éviter une collision à pleine vitesse. Heureusement, l'officier de quart du Temraire voit le danger imminent et donne immédiatement l'ordre de se diriger vers l’Orion au lieu de s'en détourner. Lorsque le bélier de l’Orion heurte le Temeraire à côté de la salle des machines et sous la ceinture de blindage, la poupe du Temeraire s'en éloigne déjà, ce qui déchire la peau extérieure du navire et inonde un compartiment de l'aile.
Lorsque Gérard Noël prend le commandement le 26 octobre 1889, le Termeraire est le dernier navire à porter des voiles sur ses mâts. Tous les autres navires sont déjà des navires à tourelle. À partir de 1890, il croise dans le Levant et visite la baie de Souda en Crète. Après avoir hiverné à Thessalonique, le Temeraire reçoit l'ordre de rentrer au printemps 1891, où il est mis en radoub à Plymouth et affecté à la réserve. Des plans pour une éventuelle modernisation sont élaborés mais finalement abandonnés en raison d'un coût excessif. En 1904, il est rebaptisé Indus II et en 1915 Akbar. Il est finalement vendu aux Pays-Bas pour démolition en mai 1921.